# États généraux du royaume des Pays-Bas
Pour les autres articles nationaux ou selon les autres juridictions, voir États généraux.
Binnenhof
Les États généraux (en néerlandais : Staten-Generaal, prononcé : [ˈstaːtə(ŋ) ɣeːnəˈraːl] ) constituent le parlement du royaume des Pays-Bas depuis le 1er mai 1814.
Depuis l'adoption de la Constitution de 1815, ils comptent deux chambres : la Première Chambre (Eerste Kamer) est la chambre haute ou Sénat, élue tous les quatre ans par les membres des États provinciaux, comptant 75 membres (sénateurs), tandis que la Seconde Chambre (Tweede Kamer) est la chambre basse ou Chambre des représentants, élue tous les quatre ans (à moins d'élections anticipées), au scrutin proportionnel au suffrage universel, comptant 150 membres (représentants),.

## Système parlementaire

### Fonctionnement
Les deux chambres tiennent leurs séances à la Binnenhof, à La Haye. La Seconde Chambre est la plus importante du point de vue politique. Tous les projets de loi doivent être votés par les deux chambres avant de recevoir la sanction royale, mais la Première Chambre ne peut qu'accepter ou rejeter les projets déjà acceptés par la Seconde Chambre, sans possibilité de les amender.

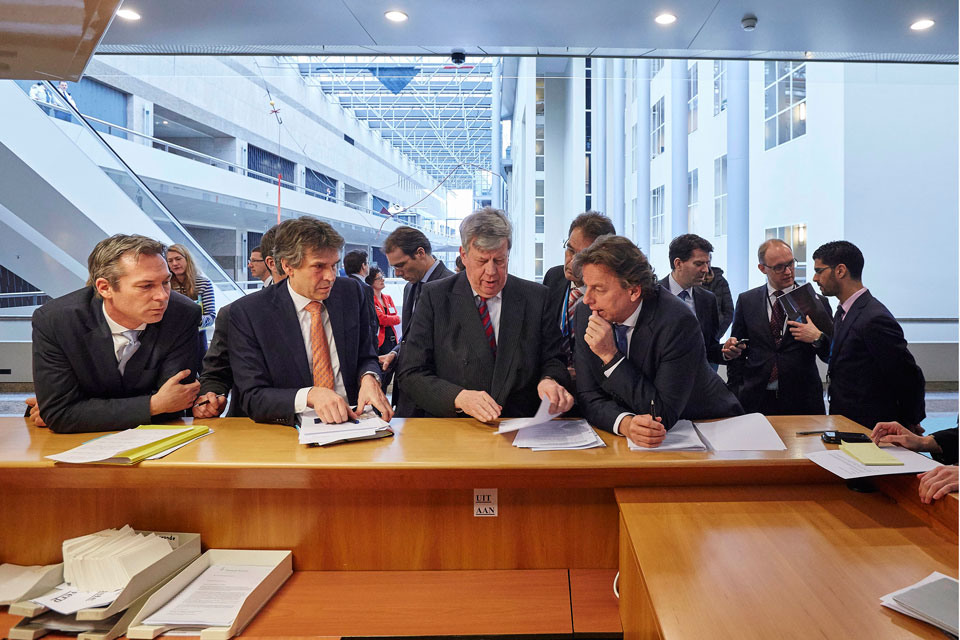
Scène des arcanes des États généraux (2015) : discussion entre les ministres Ivo Opstelten et Bert Koenders. Dick Schoof, alors haut fonctionnaire, également présent.

Les représentants travaillent les jours ouvrés tandis que les sénateurs se réunissent à La Haye en séance plénière une fois par semaine. Les sénateurs ont donc un emploi politique à temps partiel, occupant une activité professionnelle en parallèle.

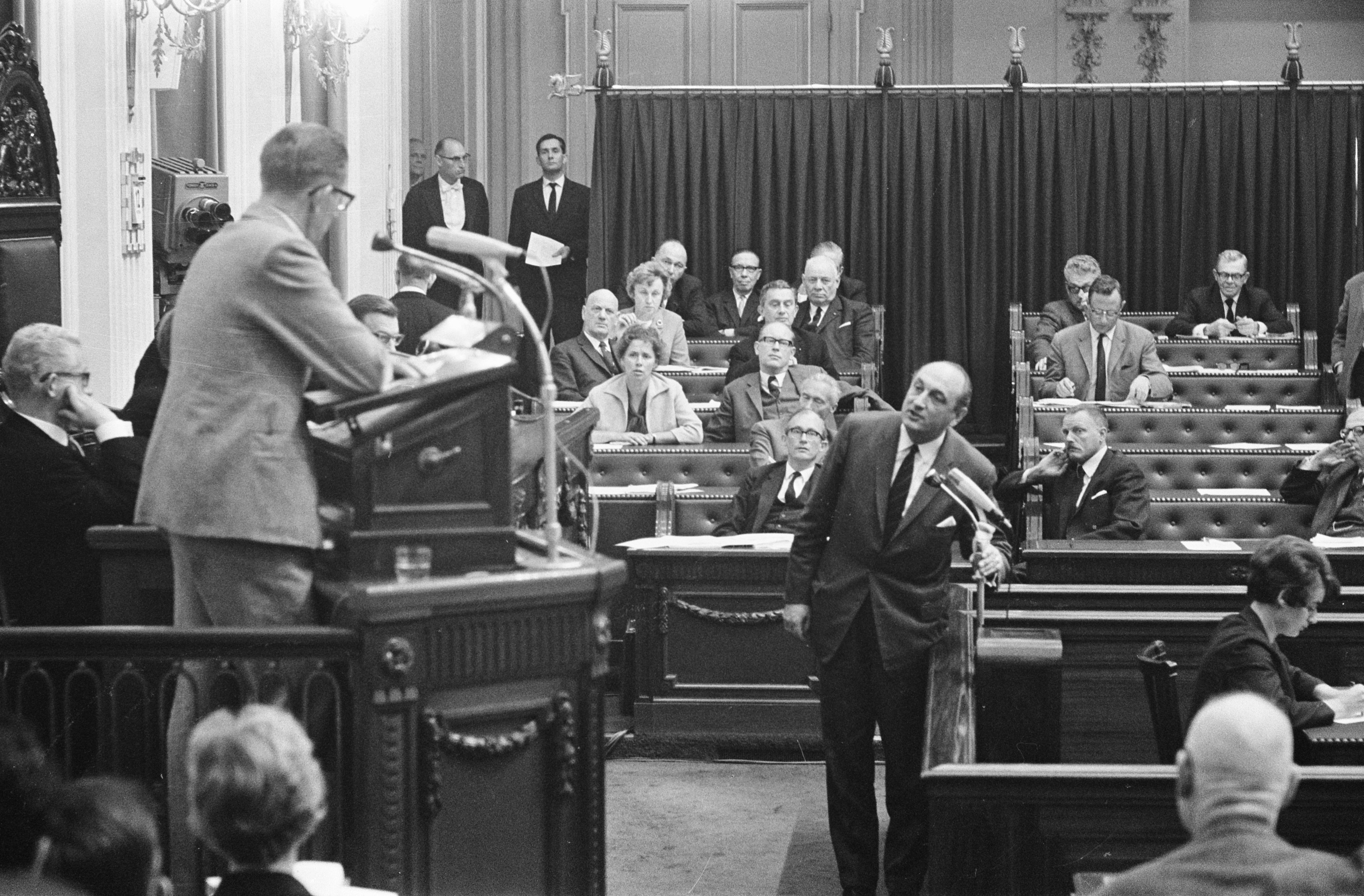
Interruption d'un orateur dans l'ancien lieu de réunion (Oude Zaal) de la Seconde Chambre (1966).

Le Parlement néerlandais se distingue de la majorité des autres parlements dans le monde en ce sens que ses membres ont le droit de s'interrompre les uns les autres, ainsi que les membres du gouvernement, sous l'autorité du président de séance. Les interruptions et le droit de réponse ne sont pas portés au décompte du temps de parole de l'orateur,. Il est de tradition que les membres prononçant leur premier discours parlementaire ne soient pas interrompus.
Le gouvernement dispose d'un droit de dissolution des chambres, qui peut mener à des élections anticipées.
Les deux chambres des États généraux fournissent également des membres au Parlement du Benelux et à l'Assemblée parlementaire de l'OTAN. Une fois par an, lors du Prinsjesdag, les deux chambres siègent en assemblée réunie (Verenigde Vergadering)  pour écouter le discours du Trône lu par le monarque.

### Occasions exceptionnelles
Une assemblée réunie peut aussi avoir lieu pour des occasions particulières, comme l'autorisation du mariage d'un membre de la famille royale ou le décès d'un prince ou d'une princesse. De telles réunions sont alors présidées par le président de la Première Chambre et se tiennent dans la Ridderzaal (en français, salle des chevaliers) de la Binnenhof, sauf pour les intronisations des souverains, où le Parlement se réunit à la Nouvelle église d'Amsterdam.

## Élection
Les membres des deux chambres sont élus au scrutin proportionnel intégral. Les sénateurs sont élus par les membres des États provinciaux, bien qu'ils n'aient pas à en faire partie pour être éligibles. Les représentants sont élus par l'ensemble de l'électorat néerlandais.
La dernière élection sénatoriale a lieu en 2023. La dernière élection législative a lieu également en 2023.
Les membres des deux chambres peuvent se mettre en retrait pour raisons médicales ou familiales. Ils sont alors temporairement remplacés par les personnalités suivantes sur la liste présentée au scrutin. Les membres des États généraux ne peuvent cumuler leur mandat parlementaire avec un mandat exécutif outre les périodes de formation gouvernementale.